# 村上藩
村上藩（日语：／ Murakami-han */?）是日本越後國岩船郡村上的藩，慶長3年4月3日（1598年5月8日）創藩，寬永19年3月1日（1642年3月31日）廢藩，寬永21年3月8日（1644年4月14日）再次創藩，明治4年7月14日（1871年8月29日）再次廢藩，石高在高峰期達150,000石，藩廳是村上城，藩校創建於寬政年間（1789年至1801年），最初稱為學問所或學館，安政年間（1855年至1860年）改名為克從館，人口在寶永元年（1709年）時是23,028戶161,076人，《藩制一覽》時則是14,615戶80,034人。
武家屋敷方面，內藤家時期江戶藩邸上屋敷曾經設於永田町和西丸下，中屋敷曾經設於永田馬場、八代洲河岸、麻布市兵衛町、濱町和永田馬場，下屋敷曾經設於下澀谷、麻布龍土、深川清住町、中澀谷、鐵砲洲、澀谷村穩田和靈南坂。

## 歷史
慶長3年4月3日（1598年5月8日），村上賴勝作為堀秀治的與力從加賀國小松以90,000石入主越後國本庄城，並且將其改名為村上城而創建村上藩，領地是岩船郡全域和蒲原郡的一部分。慶長5年（1600年），賴勝派兵前往三條藩鎮壓上杉遺民一揆。慶長16年（1611年），賴勝隱居，由戶田勝隆之子作為賴勝養子而繼位，即村上忠勝。翌年5月5日（1612年6月4日），忠勝與東北一眾大名一同向江戶幕府將軍德川秀忠宣誓效忠。同年，他又協助松平忠輝興建高田城，元和元年（1615年）在其麾下於大坂之陣參戰。
元和4年4月9日（1618年6月1日），忠勝由於不善管理家中而被改易，同日堀直寄從長岡藩以100,000石入主村上，領地與村上家時期相同。元和6年（1620年），直寄領內實施檢地，並且開發金礦沼金山和鉛礦蒲萄鉛山。寬永16年6月29日（1639年7月29日），直寄死去，村上藩的石高獲江戶幕府上調至130,000石後，同年10月22日（11月17日）由直寄之孫堀直定繼承其中的村上100,000石，蒲原郡安田30,000石則由次子堀直時繼承而創立安田藩。寬永19年3月1日（1642年3月31日），直定死去，村上藩堀家也被改易。
寬永21年3月8日（1644年4月14日），本多忠義從遠江掛川藩以100,000石入主村上，領地大致與村上家、堀家時期相同。慶安2年6月9日（1649年7月18日），忠義獲加增至陸奧白河藩120,000石。同日，松平直矩從播磨姬路藩以150,000石入主村上，根據《寬文印知》記載，領地是岩船郡全域342村約53,195石、蒲原郡504村約85,735石以及三島郡62村約11,068石。明曆元年（1655年），直矩在領內實施檢地。寬文3年2月6日（1663年3月15日），他在村上城興建三層櫓。
寬文7年6月19日（1667年8月8日），直矩轉封至舊領姬路藩，同日榊原政倫則從姬路藩以150,000石入主。同年，三層櫓遭到打雷而焚毀。延寶9年7月11日（1681年8月24日），政倫首次前往村上，並且奉命與松平正甫、牧野忠辰接收松平光長被改易後留下的高田城。天和3年5月2日（1683年5月27日），榊原勝直長子榊原勝乘作為政倫養子而繼位。貞享元年（1694年），根據《村上領高辻帳》記載，村上藩的領地是691村約216,683石，為越後國內規模最大的藩，其後根據元祿年間（1688年至1704年）的紀錄，當時村上藩除了村上町、瀨波町和粟島外，領地791村細分為45組。元祿14年9月3日（1701年10月4日），勝乘改名為政辰。
寶永元年5月28日（1704年6月29日），政辰轉封至姬路藩，同日本多忠孝以150,000石入主村上。寶永6年9月13日（1709年10月15日），忠孝死去，本多家雖然本來要被改易，不過江戶幕府念在其家柄而讓分家播磨山崎藩藩主本多忠英長子本多忠良繼位，因此村上藩150,000石中100,000石變為幕府領，忠良則繼承剩下的189村50,000石。翌年5月23日（1710年6月19日），忠良轉封至三河刈谷藩。同日，松平輝貞從上野高崎藩以72,000石入主村上。
同時期，村上藩領地中的蒲原郡40,000石等8組85村共4,116人發起一揆要求劃入幕府領，從而脫離村上藩的管治，並且越訴至老中井上正岑處，不過最終在正德元年10月12日（1711年11月21日）仍然被劃入村上藩。享保2年2月11日（1717年3月23日），輝貞轉封至高崎藩，同日間部詮房從高崎藩以50,000石入主村上，領地是岩船郡81村、蒲原郡83村和三島郡24村。
享保5年（1720年），詮房之弟間部詮言繼位後轉封至越前鯖江藩。同年9月，內藤弌信以50,090石入主，領地是岩船郡村上町、瀨波町、81村、以及由三條陣屋管轄的蒲原郡85村和三島郡25村。享保10年2月18日（1725年4月1日），內藤信良三子內藤信輝作內為弌信養子而繼位。同年10月25日（11月29日），信輝四子內藤信興繼位。延享3年7月17日（1746年9月2日），爆發名為鹽谷騷動的一揆，村上、瀨波和岩船的町人打毀鹽谷町船宿和庄屋的住處，同年12月家老和町奉行各兩人由於此事而被處以閉門。
寶曆11年5月25日（1761年6月27日），信興長子內藤信旭繼位。翌年5月28日（1762年7月19日），由於他在參勤交代時於會津坂下死去，因此在同年8月22日（10月9日）由其弟內藤信凭繼位。安永10年3月12日（1781年4月5日），信凭長子內藤信敦繼位。文化10年6月24日（1813年7月21日），信敦就任為寺社奉行。文化14年7月24日（1817年9月5日），他出任若年寄。文政5年9月3日（1822年10月17日），他獲任命為京都所司代。他在任京都所司代期間向幕府請求修建修學院離宮，文政7年9月21日（1824年11月11日）完工後獲光格上皇行啓。此外，他也曾經與長岡藩聯手成功開挖新川。
文政8年5月29日（1825年7月14日），信敦三子內藤信親繼位。天保14年11月30日（1844年1月19日），他就任為寺社奉行。嘉永元年10月18日（1848年11月13日）和嘉永3年9月1日（1850年10月6日），他先後出任大坂城代和京都所司代。嘉永6年9月15日（1853年10月17日），他獲任命為老中。文久元年（1861年）5月，和宮親子內親王降嫁予將軍德川家茂，由於信親與和宮同名，因此改名為內藤信思。元治元年4月26日（1864年5月31日），信思隱居，由信濃岩村田藩藩主內藤正繩五子內藤信民作為其養子而繼位。
戊辰戰爭爆發後，村上藩雖然在慶應4年5月3日（1868年6月22日）參加奧羽越列藩同盟，不過藩內抗戰派和恭順派的聲勢依然旗鼓相當。同年7月11日或7月16日（8月28日或9月2日），擔憂新政府軍進軍村上的信民在村上城內自殺。同年7月25日（9月11昂），新發田藩轉投新政府軍，長岡城在7月29日（9月15日）便失守。三根山藩、村松藩和黑川藩等藩均先後投降，參與奧羽越列藩同盟的越後六藩中最後僅剩村上藩。8月11日（9月26日），村上藩遭到新政府軍的先鋒新發田藩攻擊，抗戰派的鳥居三十郎率兵撤退至出羽庄內藩，恭順派則作為新政府軍參戰。
明治2年2月3日（1869年3月15日），和泉岸和田藩藩主岡部長寬次子作為信思養子而繼位，即內藤信美。同年6月15日（7月23日），鳥居三十郎被判死罪後於村上町安泰寺切腹。明治3年（1870年）7月，三條陣屋管轄的藩領被新政府收回，相對地岩船郡內的出羽米澤藩預地、一橋德川家領地和陸奧會津藩的領地總共169村則劃入至村上藩。明治4年7月14日（1871年8月29日），廢藩置縣。

## 歷任藩主
| 家名       | 家格      | 名稱              | 石高      | 領地                                       |
| ---------- | --------- | ----------------- | --------- | ------------------------------------------ |
| 村上家     | 外樣 城持 | 村上賴勝          | 90,000石  | 越後國岩船郡和蒲原郡                       |
| 村上家     | 外樣 城持 | 村上忠勝          | 90,000石  | 越後國岩船郡和蒲原郡                       |
| 堀家       | 外樣 城持 | 堀直寄            | 100,000石 | 越後國岩船郡和蒲原郡                       |
| 堀家       | 外樣 城持 | 堀直定            | 100,000石 | 越後國岩船郡和蒲原郡                       |
| 本多家     | 譜代 城持 | 本多忠義          | 100,000石 | 越後國岩船郡和蒲原郡                       |
| 前橋松平家 | 親藩 城持 | 松平直矩          | 150,000石 | 越後國岩船郡、蒲原郡和三島郡               |
| 榊原家     | 譜代 城持 | 榊原政倫          | 150,000石 | 越後國岩船郡、蒲原郡和三島郡               |
| 榊原家     | 譜代 城持 | 榊原勝乘→榊原政辰 | 150,000石 | 越後國岩船郡、蒲原郡和三島郡               |
| 本多家     | 譜代 城持 | 本多忠孝          | 150,000石 | 越後國岩船郡、蒲原郡和三島郡               |
| 本多家     | 譜代 城持 | 本多忠良          | 50,000石  | 越後國岩船郡、蒲原郡和三島郡               |
| 高崎松平家 | 譜代 城持 | 松平輝貞          | 72,000石  | 越後國岩船郡、蒲原郡和三島郡               |
| 間部家     | 譜代 城持 | 間部詮房          | 50,000石  | 越後國岩船郡、蒲原郡和三島郡               |
| 間部家     | 譜代 城持 | 間部詮言          | 50,000石  | 越後國岩船郡、蒲原郡和三島郡               |
| 內藤家     | 譜代 城持 | 內藤弌信          | 50,090石  | 越後國岩船郡、蒲原郡和三島郡               |
| 內藤家     | 譜代 城持 | 內藤信輝          | 50,090石  | 越後國岩船郡、蒲原郡和三島郡               |
| 內藤家     | 譜代 城持 | 內藤信興          | 50,090石  | 越後國岩船郡、蒲原郡和三島郡               |
| 內藤家     | 譜代 城持 | 內藤信旭          | 50,090石  | 越後國岩船郡、蒲原郡和三島郡               |
| 內藤家     | 譜代 城持 | 內藤信凭          | 50,090石  | 越後國岩船郡、蒲原郡和三島郡               |
| 內藤家     | 譜代 城持 | 內藤信敦          | 50,090石  | 越後國岩船郡、蒲原郡和三島郡               |
| 內藤家     | 譜代 城持 | 內藤信親→內藤信思 | 50,090石  | 越後國岩船郡、蒲原郡和三島郡               |
| 內藤家     | 譜代 城持 | 內藤信民          | 50,090石  | 越後國岩船郡、蒲原郡和三島郡               |
| 內藤家     | 譜代 城持 | 內藤信美          | 50,090石  | 越後國岩船郡、蒲原郡和三島郡↓ 越後國岩船郡 |

## 領地
| 組名 | 三條   | 一之木戶 （一ノ木戸） | 燕   | 地藏堂 | 渡部 | 寺泊 | 打越   | 釣寄   | 茨曾根 | 味方 | 笹岡   | 山崎 | 大室 | 堀越   | 安田   |
| 村數 | 15     | 11            | 17   | 13     | 30   | 31   | 19     | 15     | 14     | 8    | 31     | 30   | 17   | 18     | 23     |
| 組名 | 笹堀   | 川內          | 五泉 | 三本木 | 下條 | 金山 | 川尻   | 三日市 | 早道場 | 藏光 | 大友   | 築地 | 中條 | 黑川   | 館     |
| 村數 | 19     | 13            | 10   | 10     | 28   | 9    | 30     | 15     | 13     | 17   | 14     | 18   | 28   | 20     | 18     |
| 組名 | 上保內 | 下保內        | 關   | 小見   | 殿岡 | 牧目 | 小口川 | 日下   | 新保   | 上   | 黑川俁 | 府屋 | 立島 | 下海浦 | 上海浦 |
| 村數 | 14     | 11            | 28   | 15     | 15   | 16   | 12     | 24     | 22     | 18   | 11     | 14   | 16   | 10     | 10     |

| 組名 | 三條 | 燕 | 茨曾根 | 味方 | 地藏堂 | 小口川 | 殿岡 | 日下 | 新保 | 立島 | 上海浦 |
| 村數 | 25   | 23 | 15     | 8    | 38     | 15     | 15   | 19   | 16   | 9    | 5      |

| 令制國 | 郡     | 領地 |
| ------ | ------ | --- |
| 越後國 | 三島郡 | 西島崎村、山田村、明谷村（明ヶ谷村）、松田村、木島村、京入新村（京ヶ入新村）、真木山村、本山新村、辨才天新村、下曾根新村、川崎新田、中曾根村、蛇塚村、竹森村、鰐口村、新庄村、長新村、小豆曾根村、東川原崎新田、西川原崎新田、遠矢崎新田（遠矢ヶ崎新田）、端口新田、上桐村、門新村、黑坂村、五分一村、硲田村、下桐村、敦曾根村（敦ヶ曾根村）、平野新村 |
| 越後國 | 蒲原郡 | 桃崎濱村、味方村、白根村、小新村、龜貝村、黑鳥村、木場村、北場村、坂井村、西萱場村、大別當村、針曾根村（針ヶ曾根村）、三門新村（三ツ門新村）、長島村、釣崎新村、木滑村、上大原村、下大原村、番屋村、茨島村、井隨村、地藏堂町、溝古新村、新堀村、泉新村、牧花村（牧ヶ花村）、溝村、佐善村、渡部村、中島村、國上村、大武新田、花見新田村、柳山村、杉名村、杉柳村、八王寺村、田中新村、三王淵村、燕町、小關村、藏關村、大關村、小牧村、中川村、次新村、上兒木村、下兒木村、潟浦新村、長場村、六分村、舩越村、高野宮村、中村、小中川村、小古津新村、勘新村、道上村之內、長渡村、長池新村、今井村、國見村、大曾根村、三條町、上須頃村、下須頃村、井土卷村、三竹村、中新村、籠場村、東大崎村、上野原村、柳澤村、石上村、栗林村、敦田村、谷地村、西潟村、牛島村（牛ヶ島村）、三柳村（三ツ柳村）、茨曾根村、茨新村、東萱場村 |
| 越後國 | 岩舟郡 | 宮前村、蛇喰村、中村、中束村、小口川村、新飯田村、高御堂村、大塚村、潟端村、新保村、長松村、八日市村、九日市村、鹽谷町、今宿村、岩舩町、三日市村、上有明村、下有明村、小出村、差合村、殿岡村、里本庄村、山屋村、上助淵村、下助淵村、七湊村、志田平村、松山村、濱新田村、村上町、天神岡村、仲間町村、興屋村、坪根村、大關村、鑄物師村、菅沼村、赤澤村、門前村、大栗田村、上山田村、下山田村、上相川村、下相川村、日下村、小谷村、山邊里村、四日市村、小川村、興野村、古渡路村、十川村、新保村、大場澤村、上中島村、水野村、笹平村、小揚村、柳生戶村、三面村、岩崩村、莖太村、千繩村、布部村、猿田村、瀨波町、下渡村、羽下淵村（羽下ヶ淵村）、岩崎村（岩ヶ崎村）、間島村、柏尾村、下大鳥村、板屋澤村、遠矢崎村、立島村、寢屋村、鵜泊村、長坂村、下大藏村、上大藏村                           |

## 註解
1. ↑  村上現為新潟縣村上市村上地區（日语：村上町）和村上本町（日语：村上本町）地區[1]。
2. ↑  現行對應地名如下[6][7]：
  - 西丸下上屋敷現為東京都千代田區皇居外苑2內堀通[8][9]。
  - 永田馬場中屋敷現為千代田區永田町1丁目7-1國會議事堂內[9]。
  - 八代洲河岸現為千代田區丸之內1至3丁目和有樂町1丁目的西面護城河邊的地區[10]。
  - 麻布市兵衛町現為東京都港區六本木1丁目3、5至10、3丁目1至17、15、4丁目1和虎之門4丁目3番一帶。
  - 下澀谷現為東京都澀谷區猿樂町、鉢山町、鶯谷町、惠比壽南、惠比壽西、惠比壽、東、廣尾、代官山町、港區南青山和南麻布一帶。
  - 麻布龍土現為港區六本木7丁目的一部分。
  - 深川清住町現為東京都江東區清澄1丁目。
  - 中澀谷現為澀谷區澀谷、櫻丘町、道玄坂、圓山町、宇田川町、神山町、松濤、神泉町、南平台町、鉢山町和鶯谷町一帶。
  - 鐵砲洲現為東京都中央區湊和明石町。
  - 澀谷村穩田現為澀谷區神宮前1丁目、3至6丁目、澀谷1丁目和代代木神園町。
3. ↑  現行對應地名如下[1]：
  - 沼金山現為新潟縣岩船郡關川村沼（日语：九箇谷村）字猿城。
  - 蒲萄鉛山現為村上市蒲萄（日语：大須戸村）。
4. ↑  安田現為新潟縣阿賀野市保田（日语：安田町 (新潟県)）和Kagayaki一帶[1]。
5. ↑  瀨波町現為村上市瀨波町（日语：瀬波町）、學校町、瀨波上町、瀨波中町、瀨波濱町、瀨波橫町、瀨波新田町、松波町和瀨波溫泉一帶[1]。
6. ↑  根據《藩史大事典》記載，間部詮言在享保5年9月12日（1720年10月13日）繼任的同時轉封至鯖江藩，內藤弌信也在同日入主村上[3]。相對地，《三百藩藩主人名事典》則指詮言是在10月時轉封至鯖江藩，弌信雖然在9月19日（10月20日）入主村上，但是直至享保6年（1721年）4月才接收村上城[2]。
7. ↑  現行對應地名如下[1]：
  - 岩船現為村上市岩船（日语：岩船町）、八日市、上之山、岩船上町、岩船新田町、岩船縱新町、岩船中新町、岩船橫新町、岩船上濱町、岩船下濱町、瀨波溫泉、岩船三日市、岩船港町、岩船地藏町、岩船北濱町、岩船下大町、岩船上大町和岩船岸見寺町一帶。
  - 鹽谷町現為村上市鹽谷（日语：塩谷村 (新潟県)）。

。
8. ↑  岩船町、瀨波町和村上町不屬於任何一組[3]。

## 外部連結
- . kotobank （日语）.